# Arecibo Catena
Arecibo Catena est une chaîne de cratères située dans le quadrangle de Discovery (H11) de la planète Mercure. L'Observatoire astronomique d'Arecibo est l'éponyme de ce relief. En 2013, l'Union astronomique internationale a validé son nouveau nom de Arecibo Valles en Arecibo Catena.

## Appellation
Les premières observations détaillées de Mercure ont été réalisées par l'Observatoire astronomique d'Arecibo dont le nom a été attribué par l'Union astronomique internationale au relief considéré à l'époque comme valles. Les observations de Messenger ont considérablement améliorées la résolution des images et ont permis une meilleure distinction entre valles et catena. Ce fut le cas pour Arecibo Valles modifiée par l'UIA en Arecibo Catena en 2013,.

## Relief géologique

### Localisation
Arecibo Catena se situe dans le Quadrangle de Discovery (H11) dans l'hémisphère oriental de Mercure.

Arecibo Catena (ex Vallis) et cratère Pétrarque
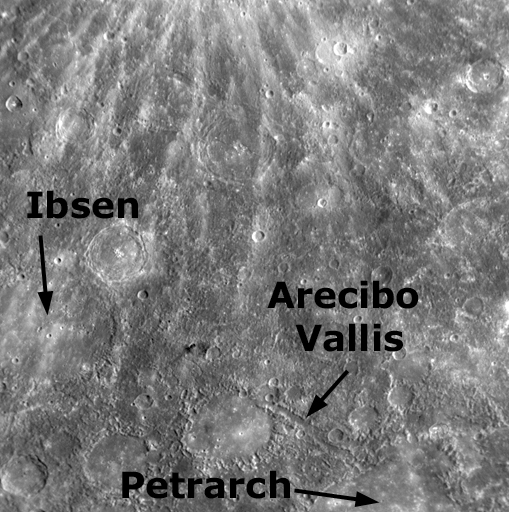
2ème survol de MESSENGER
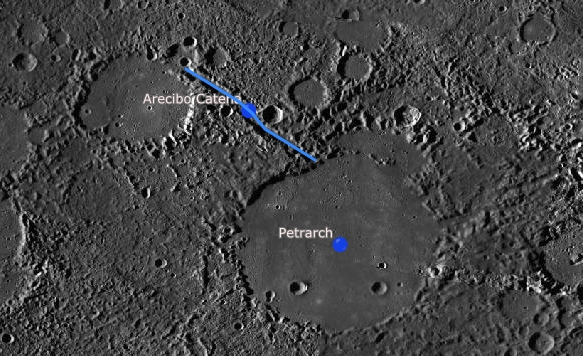
Image échelle 50 km de Gazetteer of Planetary Nomenclature (Team May 2016 MESSENGER)

Visibles depuis le haut de l'image de gauche, les rayons lumineux du cratère Kuiper s'étendent vers le cratère d'Ibsen et Arecibo Vallis.

### Caractéristiques
Arecibo Catena est une catena, chaîne de cratères, de 140 km de long reliant le cratère Pétrarque a un autre cratère non encore nommé en direction du cratère Ibsen.